# Mon légionnaire (film)
Pour la chanson, voir Mon légionnaire (chanson).
 (décembre 2020).
Si vous disposez d'ouvrages ou d'articles de référence ou si vous connaissez des sites web de qualité traitant du thème abordé ici, merci de compléter l'article en donnant les références utiles à sa vérifiabilité et en les liant à la section « Notes et références ».
Pour plus de détails, voir Fiche technique et Distribution.
Mon légionnaire est un film franco-belge coécrit et réalisé par Rachel Lang, sorti en 2021.

## Synopsis
Des familles et des couples sont confrontés à la dure réalité de la guerre et des opérations extérieures. Maxime, jeune lieutenant fraichement promu est envoyé à Calvi en Corse avec sa femme Céline. Vlad, Ukrainien, est rejoint par Nika sa petite amie qui arrive d'Ukraine.
Au sein de la Légion étrangère, ces couples se construisent en territoire hostile : les hommes se battent pour la France, les femmes luttent pour garder leur amour bien vivant.

## Fiche technique
- Titre original : Mon légionnaire
- Titre international (anglais) : Our men
- Réalisation : Rachel Lang
- Scénario : Rachel Lang
- Photographie : Fiona Braillon
- Montage : Sophie Vercruysse
- Musique : Odezenne[1]
- Décors : Jean-François Sturm, Marion Michel et Elwir Poli
- Costumes : Floriane Balay et Kevin Jamotte
- Production : Jérémy Forni et Benoit Roland
- Sociétés de production : Chevaldeuxtrois, Wrong Men North
- SOFICA : Cinémage 14, Manon 10
- Pays de production :  France et  Belgique
- Langue originale : français
- Format : couleur
- Genre : drame
- Durée : 107 minutes
- Date de sortie :
  - France : 6 octobre 2021

## Distribution
- Louis Garrel : Maxime
- Camille Cottin : Céline
- Alexander Kuznetsov : Vlad
- Ina Marija Bartaitė : Nika

## Sortie

### Accueil critique
En France, le site Allociné recense une moyenne des critiques presse de 3,3/5.

## Distinctions

### Récompenses
- Festival du film francophone d'Angoulême 2021 : 
  - Valois du scénario[3]
  - Valois de la meilleure actrice mention pour Ina Marija Bartaité

- Festival international du film francophone de Namur 2021 : 
  - Bayard du scénario
  - Prix de la Critique

### Sélections
- Festival de Cannes 2021 : Quinzaine des réalisateurs
- Festival du film francophone d'Angoulême
- Festival international du film de Jérusalem
- Festival du film de Londres
- Festival international du film francophone de Namur
- Festival du film européen de Séville
- Französischen Filmtage Tübingen-Stuttgart
- Festival international du film du Caire
- Festival international du film de Rotterdam